# Isthmura gigantea
Isthmura gigantea es una especie de anfibio caudado (salamandras) de la familia Plethodontidae. Es endémica de México.
Sus hábitats naturales incluyen montanos húmedos y zonas previamente boscosas ahora degradadas.
Está amenazada de extinción debido a la destrucción de su hábitat.